# Kiskiminetas
Kiskiminetas è una township degli Stati Uniti d'America, nella contea di Armstrong nello Stato della Pennsylvania. Secondo il censimento del 2000 la popolazione è di 4.950 abitanti.

## Società

### Evoluzione demografica
La composizione etnica vede una prevalenza di quella bianca (98,28%), seguita da quella afroamericana (0,48%), dati del 2000.
| township di Kiskiminetas Popolazione |       |
| 2000                                 | 4.950 |
| Stima al 01-07-07                    | 4.780 |